# Bahnhof Rudolstadt-Schwarza

Der Bahnhof Rudolstadt-Schwarza ist eine Eisenbahn-Betriebsstelle der Bahnstrecke Großheringen–Saalfeld im Rudolstädter Ortsteil Schwarza. Er ist seit 1874 in Betrieb und war von 1883 bis 2000 Trennungsbahnhof zur Bahnstrecke nach Bad Blankenburg.

## Lage
Der Bahnhof befindet sich an Streckenkilometer 68,74 der Bahnstrecke Großheringen–Saalfeld (Saalbahn). Zudem war er Ausgangspunkt der Strecke Rudolstadt-Schwarza–Bad Blankenburg. Deshalb handelte es sich zu Zeiten dieser Strecke bei Rudolstadt-Schwarza um einen Anschlussbahnhof.
Er liegt im Ortsteil Schwarza, etwas östlich von dessen Ortskern, jedoch über drei Kilometer vom Rudolstädter Stadtkern entfernt. Auf der westlichen Bahnhofsseite verläuft parallel die Bundesstraße 88.
Die benachbarten Stationen sind oder waren: in Richtung Norden der Bahnhof Rudolstadt (Thür) (Entfernung etwa 4 km), in Richtung Süden der Bahnhof Saalfeld (Saale) (Entfernung etwa 6 km) und in Richtung Westen auf der stillgelegten Strecke der Haltepunkt Rudolstadt-Schwarza West (Entfernung etwa 1 km).

## Geschichte

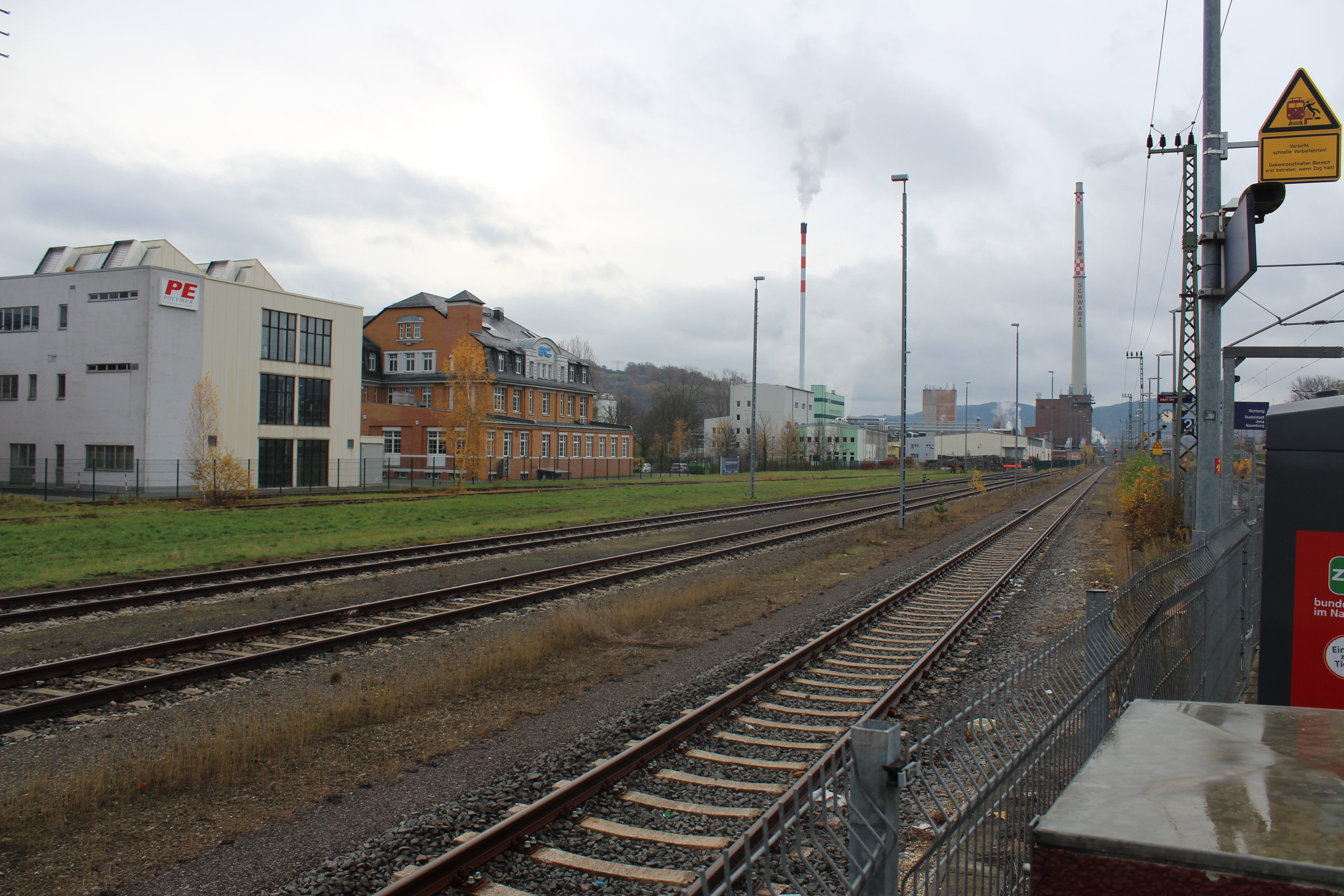
Nebengleise in Richtung Papierfabrik (2017)

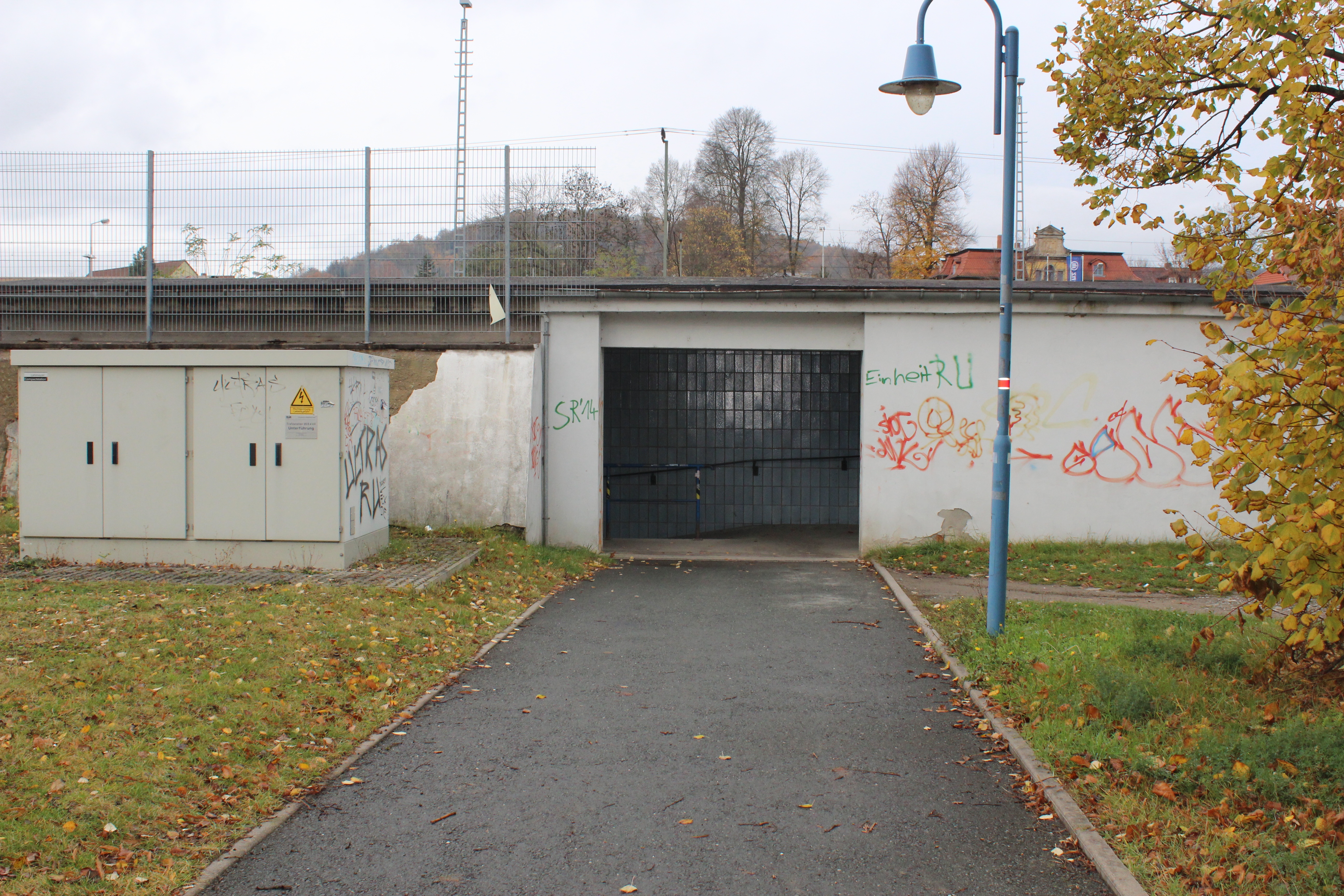
Östlicher Zugang (2017)

In den ursprünglichen Planung der Saalbahn war zunächst keine Betriebsstelle in Schwarza vorgesehen. Dennoch wurde dort mit deren Inbetriebnahme ein Bahnhof am 1. Mai 1874 eröffnet. Es gab nur recht bescheidene Anlagen für Personen- und Güterverkehr. Damals befand sich der Bahnhof abseits des Ortes. Durch die Eisenbahn kam es zur Bebauung der umliegenden Gebiete. Das Empfangsgebäude entsprach dem des Bahnhofs in Uhlstädt. Nach 1912 kam es zu einem Anbau.
1879 verfügte der Bahnhof über sechs Weichen. Zur weiteren Ausdehnung der Gleisanlagen kam es erst mit der Eröffnung der abzweigenden Strecke nach Bad Blankenburg 1883. Es entstand ein zweiständiger Lokschuppen mit einer in Saalfeld ausgebaute Drehscheibe. Um 1905 wurde der Schuppen wieder abgetragen und die Drehscheibe entfernt, weil die meisten Züge bis Rudolstadt fuhren.
1880 entstand in Schwarza eine Papierzellstofffabrik. Diese erhielt 1914 aufgrund des ständig wachsenden Güterumschlags einen Gleisanschluss. Auch der sich in den Jahren 1912/13 in Schwarza niedergelassene Konsum-Verein „Saale“ erhielt ein solches Anschlussgleis. Die Thüringer Zellwolle AG übernahm 1935/36 beide Gleisanschlüsse und baute diese aus. Sie nahm auch den Güterverkehr für andere Kunden vor. Empfangen wurden in erster Linie Güter wie Koks und Kohle. Im Versand handelte es sich hauptsächlich um Chemie- und Kunstfaserprodukte.
1952 wurde Schwarza nach Rudolstadt eingemeindet. Der Bahnhof erhielt damit den Namen „Rudolstadt-Schwarza“.
Ab den 1960er Jahren waren es über 100 Wagen, die jeden Tag bereitgestellt und versandt werden mussten. Hinzu kam noch ein täglicher Ganzgüterzug mit Kohle für das Kraftwerk sowie der entsprechende Leerwagenzug. Das Güterverkehrsaufkommen auf dieser Bahn war bis zu Beginn der 1990er Jahre beträchtlich. Mit dem Niedergang der Industrie nach 1990 kam es in Schwarza zu einschneidenden Veränderungen.
1995 übernahm die Erfurter Industriebahn Teile des Verkehrsaufkommens. Im Laufe der Zeit kamen acht Lokomotiven der Baureihe T 334 aus tschechischer Produktion zum Einsatz. Ab 1994 kamen zwei davon kamen nach Regensburg, die anderen sechs in die Slowakei.
1992 ging das neue Stellwerk B1 in Betrieb. Dies ersetzte die bisherigen Stellwerke Sn und Ss.
Mit der Elektrifizierung der Saalbahn in den 1990er Jahren musste Gleis 3 weichen, da der Platz für die neuen Masten benötigt wurde. Es entstanden zwei neue Außenbahnsteige. Sie wurden in veränderter Lage zu den alten Bahnsteigen angelegt und befinden sich 200 Meter nördlich von diesen. Ein in diesem Zusammenhang neu errichteter Fußgängertunnel verbindet die beiden Bahnsteige. Die Bundesstraße 88 wurde damals neu trassiert. Empfangsgebäude, Güterschuppen und alle sonstigen Anlagen auf der westlichen Seite wurden dafür im Frühjahr 2003 entfernt. Ein Empfangsgebäude existiert seitdem nicht mehr.
Am 27. Mai 2000 erfolgte die Einstellung der Verkehrs auf der Strecke nach Bad Blankenburg. Die Strecke von Schwarza nach Bad Blankenburg direkt durchs Schwarzatal musste der neu trassierten B 88 weichen. Pläne, die Strecke zu erhalten und eine Brücke über sie zu bauen, scheiterten an der fehlenden finanziellen Mitwirkung der Deutschen Bahn.
2004 erhielt Rudolstadt-Schwarza einen Stellrechner, der von Leipzig und Saalfeld aus gesteuert wird. Im November 2003 kam es zum Ausbau von Weichen, die aufgrund der Stilllegung der Bad Blankenburger Strecke nicht mehr benötigt wurden. Seitdem gibt es die zwei durchgehenden Hauptgleise 1 und 2 sowie die nicht elektrifizierten Gleise 34, 35 und 36. Jene drei Gleise wurden einst von der Deutschen Bahn an die Anschlussbahn verkauft, wurden jedoch wieder zurückgekauft.
In den Jahren 2004/05 entstand in Schwarza eine Papierfabrik. Dafür wurde Gleis 34 als Anschlussgleis verlängert, das in das Fabrikgelände führt.
Parallel dazu verläuft die südliche Bahnhofsausfahrt über eine Brücke über die Saale. Im November 1890 wurde diese Brücke durch ein Hochwasser zerstört und anschließend wieder aufgebaut. 1925 wurde sie erneuert. Nach dem Zweiten Weltkrieg war sie zunächst nur eingleisig in Betrieb. 1961 wurde das nicht mehr benutzte Brückenteil ausgebaut, da es für den Streckenausbau bei Förtha benötigt wurde. 1972 kam es im Zuge des erneuten zweigleisigen Ausbaus zum Wiedereinbau der Brücke. Weitere Erneuerungen fanden 1989 und 1991 statt.

## Verkehrsanbindung
| Linie               | Linienverlauf                                                                                          | Takt (min)             | EVU             |
| ------------------- | --- | ---------------------- | --------------- |
| RE 14               | Camburg – Jena – Kahla Rudolstadt-Schwarza – Saalfeld – Bamberg – Nürnberg                             | einzelner Zug Die.-Do. | DB Regio Bayern |
| RE 15               | Saalfeld – Rudolstadt-Schwarza – Kahla – Jena Saalbahnhof                                              | 120                    | Abellio         |
| RB 25               | Saalfeld – Rudolstadt-Schwarza – Orlamünde – Jena Paradies – Naumburg – Weißenfels – Merseburg – Halle | 060                    | Abellio         |
| Stand: 9. Juni 2024 | |                        |                 |